# Molnár Ágnes (színművész)
Molnár Ágnes (Debrecen, március 9. –) magyar színésznő, énekesnő.

## Életpályája
Hajdúszoboszlón végezte a középiskolát.  Zeneiskolába járt, 10 évig zongorázott. 2003-2006 között a Pesti Magyar Színiakadémia tanulója volt, majd a Rock és Musical Színház társulatához szerződött. Közben elvégezte a Budapesti Kommunikációs Főiskola reklámszervező-szakmenedzser szakát. Ezután szabadúszóként dolgozott, majd 2010 óta a Győri Nemzeti Színház színésznője.
2007-2008 között szerepelt a Társulat című műsorban.
Férje 2023-tól Mészáros Tamás énekes.

## Fontosabb színházi szerepei

### Győri Nemzeti Színház
- Kormos István – Vas Judit Gigi: A pincérfrakk utcai cicák – III. Lajos, foxi
- Szerb Antal: Képtelen királyság – Mary Steel
- Kszel Attila: Tűzön-vízen át – Unka néni, nagypapa felesége / Grófnő
- Csiky Gergely: Buborékok – Relli, szobaleány
- Dan Gordonː Esőember – Lucy, sally, pincérnő, örömlány
- Lionel Bart: Oliver – Mrs Sowerberry, a felesége, a munkavezető
- Bohóckaland – Szereplő
- Carlo Goldoni: Mirandolina – Ortensia
- Marc Norman – Tom Stoppard – Lee Hall: Szerelmes Shakespeare – Quickly/Asszony/Sir Robert neje
- Szigligeti Ede: Liliomfi – Zengőbercziné, Szomszédasszony
- Jávori Ferenc Fegya – Miklós Tibor – Kállai István – Böhm György: Menyasszonytánc – Terus
- Szilágyi Andor: Leánder és Lenszirom – Lenszirom
- Sylvester Lévay – Micheal Kunze: Elisabeth – Ludovika, bajor hercegnő / Frau Wolf
- Szabó Magda: Régimódi történet – Aloysia nővér
- Tanádi István: Szibériai csárdás – Sára nővér
- Heltai Jenő: A tündérlaki lányok – Manci
- Fenyő-Egressy: Aréna – Baba, modell, Kistaxi felesége
- Kszel Attila: Mágusok és varázslók – Dr. Bleifreipumperné, színésznő
- Szörényi Levente – Bródy János: István, a király – Gizella / Enikő
- Szabó Magda: Abigél – Szabó Anna
- Shakespeare: Makrancos Kata – Özvegy, szép fiatal nő
- Egressy Zoltán: Édes életek – Erika
- Boris Pasternak: Doktor Zsivágó – Jelenka
- Tracy Letts: Augusztus Oklahomában – Johanna Monevata
- Beatles.hu
- Rodgers-Hammerstein: A muzsika hangja – Maria Reiner, apácanövendék
- Rice-Webber: Jézus Krisztus szupersztár – ensemble
- Benny Anderson-Tim Rice-Björn Ulvaeus: Sakk, a musical – Florence
- Frank Wildhorn- Leslie Bricusse: Jekyll&Hyde – Lucy Harris
- Wildhorn-Knighton: A Vörös Pimpernel – Marguerite St. Just